# Dlouhý Most
Dlouhý Most är en ort i Tjeckien. Den ligger i den norra delen av landet, 80 km nordost om huvudstaden Prag. Dlouhý Most ligger 496 meter över havet och antalet invånare är 627.
Terrängen runt Dlouhý Most är huvudsakligen kuperad, men söderut är den platt. Runt Dlouhý Most är det ganska tätbefolkat, med 75 invånare per kvadratkilometer. Närmaste större samhälle är Liberec, 6,3 km norr om Dlouhý Most. Omgivningarna runt Dlouhý Most är en mosaik av jordbruksmark och naturlig växtlighet.